# Marojane
Marojane est une ville du Botswana.